# 查利·麦克尼尔
查利·麦克尼尔（英語：Charlie McNeill，1888年6月7日—1974年9月12日），澳大利亚男子草地滚球运动员。他曾代表澳大利亚参加1938年大英帝国运动会草地滚球比赛，获得一枚铜牌。